# Soens brunst
|  | Denne artikel er oprettet af botten Steenthbot ud fra en ekstern database. Den kan derfor have sproglige fejl eller mangler. Denne skabelon kan fjernes efter kontrol af indholdet. |

Soens brunst er en dansk dokumentarfilm fra 1978 instrueret af Orla Kastrup Kristensen.

## Handling
Filmen behandler nogle af væsentligste emner, der har betydning for et godt drægtighedsresultat: kønshormoner, brunstcyklus, løbningstidspunkt mm.